# Isla Valdés
La isla Valdés es una de las islas del Golfo ubicada en el estrecho de Georgia, Columbia Británica, Canadá. Se puede acceder a ella a través del paso Porlier, frente a la isla Galiano, que se encuentra al sureste. Tiene una superficie de 23 kilómetros cuadrados (9 mi²) y 1,6 kilómetros (1 mi) de ancho por 16 kilómetros (9,9 mi) de largo. El punto más alto de la isla es el Cerro Mexicana con una altura de 212 metros. La isla está cubierta por otras montañas más pequeñas que alcanzan una altura de entre 100 y 140 metros.
La isla está separada de la isla de Vancouver al oeste por cuatro islas más pequeñas. La isla vecina del norte es la isla Gabriola, mientras que la del sur es la isla Galiano. Al suroeste se encuentra la isla Thetis.
La isla es popular entre los amantes del kayak y la navegación e históricamente ha albergado varios asentamientos humanos.
La isla es parte del Distrito Regional del Valle de Cowichan. No existe una ciudad real ni un foco de asentamiento en la isla. Los pocos residentes permanentes viven en casas individuales. Se pueden encontrar grupos de casas más pequeños en la costa norte y en las reservas de Lyackson, principalmente en Shingle Point en la costa oeste.

## Historia

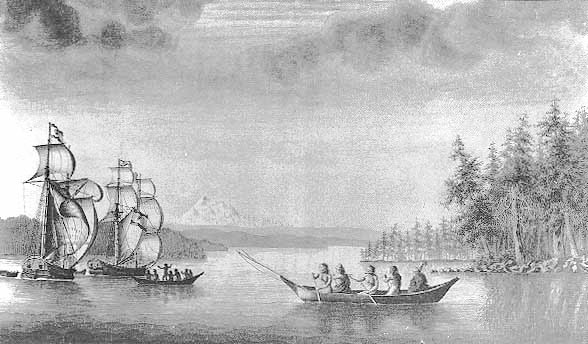
El Sutil y la Mexicana durante el viaje de 1792.

Recibe su nombre en honor al explorador español Cayetano Valdés y Flores, quien llegó por primera vez a la región en 1791 como teniente al servicio del capitán Alejandro Malaspina en la Atrevida. Valdés regresó más tarde en 1792 como capitán de la Mexicana para explorar el área con Dionisio Alcalá Galiano, quien capitaneaba el Sutil.<ref«Valdes Island, British Columbia, Canada». www.vancouverisland.com. Archivado desde el original el 19 de marzo de 2006.</ref> La isla recibió su nombre actual en 1859 por George Henry Richards, capitán del HMS Plumper.

## Asentamiento
Actualmente hay pocos residentes permanentes en la Isla Valdés. Un tercio de la isla está reservada a tres reservas indígenas de la Primera Nación Lyackson. En Shingle Point, donde se encuentra una de esas reservas, la isla muestra evidencias de haber estado habitada por humanos desde hace al menos 5.000 años como atestiguan los aproximadamente 60 sitios arqueológicos.

### Brother XII
La Isla Valdés fue una de las ubicaciones escogidas para las colonias de la Fundación Acuario, el culto de Columbia Británica dirigido por Brother XII a finales de la década de 1920 y principios de la de 1930. La organización contaba con varios edificios en la isla, de los cuales hoy en día quedan pocos rastros. También hubo rumores de que había dinero enterrado en la isla, pero nunca se ha comprobado.

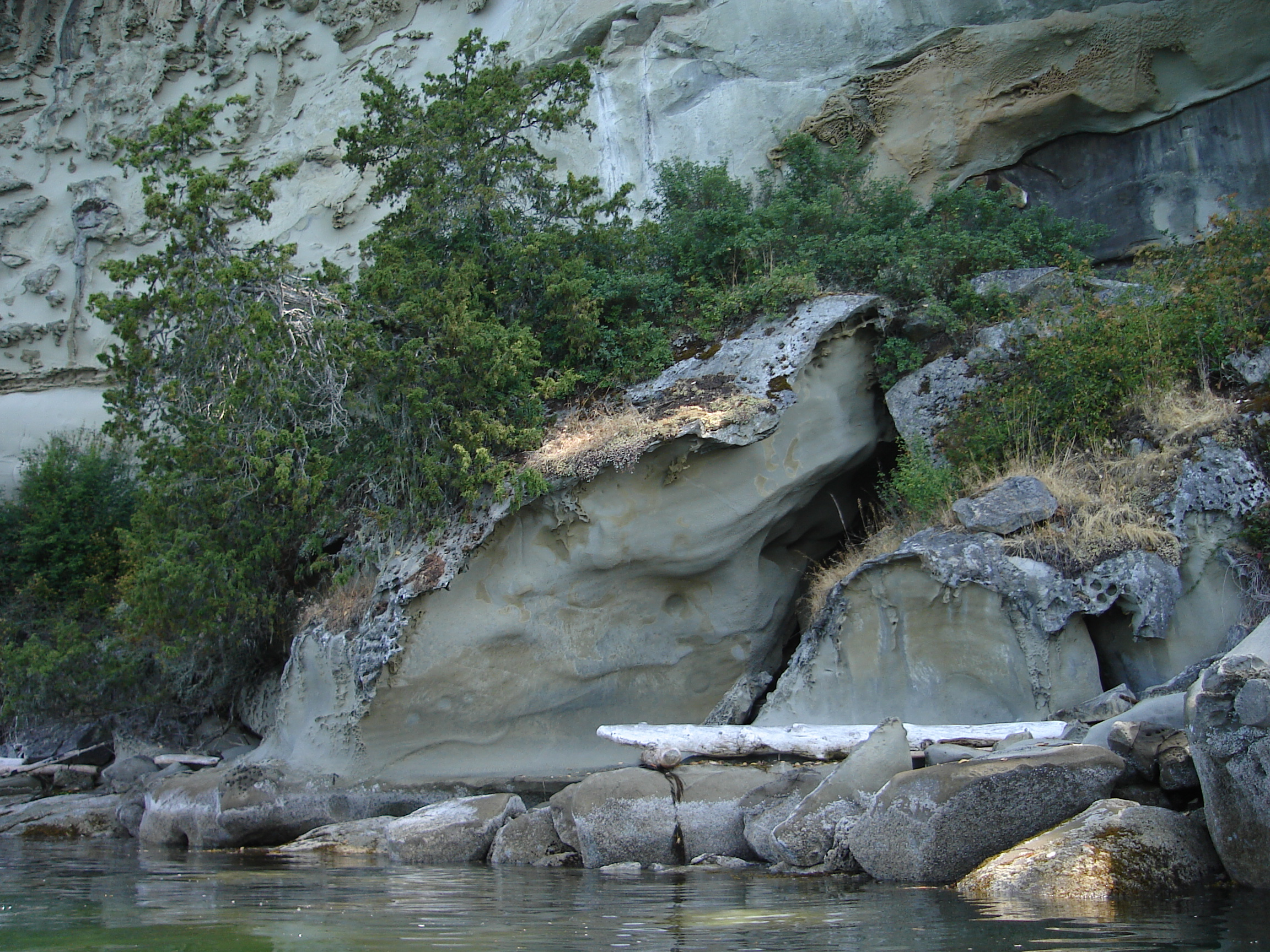
Geología común en la isla Valdés.

## Cueva
Hay una cueva en el centro de la isla. Según la leyenda, corre bajo el mar para emerger en la sla Thetis, pero las exploraciones recientes han descubierto que los desprendimientos de rocas han dejado pasadizos demasiados estrechos para el paso humano.

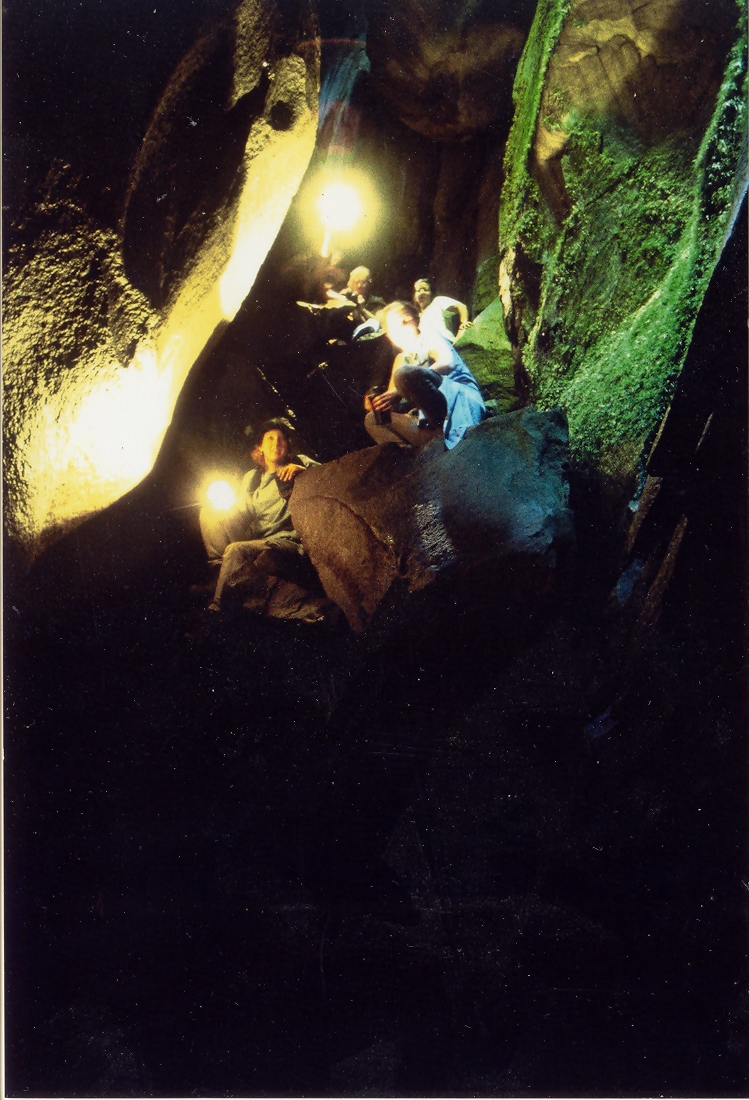
Cueva en la isla Valdés

## Actividades recreativas

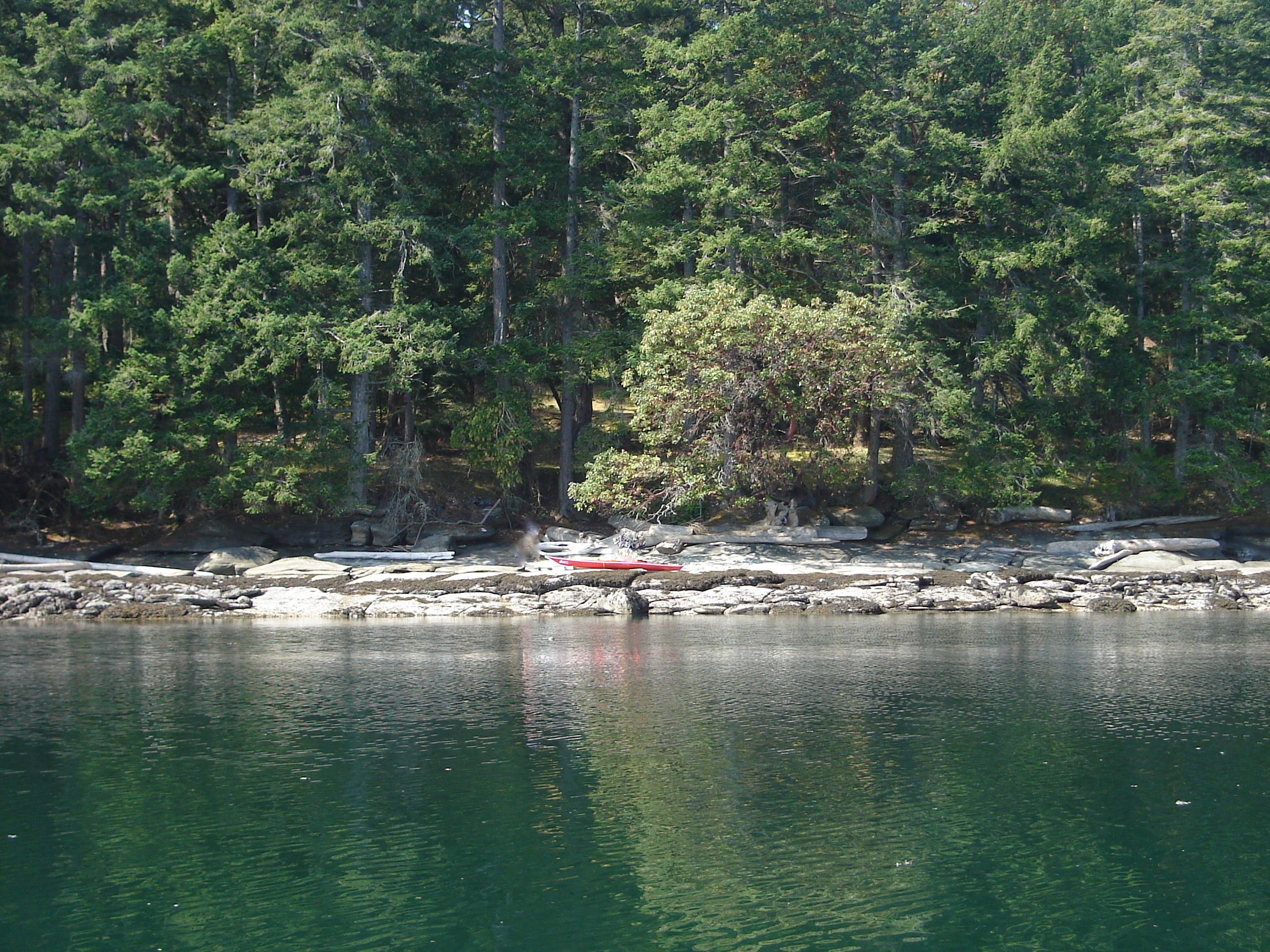
Costa del parque provincial Wakes Cove en la isla Valdés, Columbia Británica, Canadá.

En la isla se encuentran el parque provincial Wakes Cove y el camping Blackberry Point. Estos dos campamentos, así como su gran cantidad de vida silvestre e inusual geología de arenisca, hacen de esta isla un destino popular para practicar kayak y acampar de manera recreativa. El camping Blackberry Point fue el primer camping establecido como parte de la red de senderos marinos de BC por Peter McGee a principios de la década de 1990. El sitio en Wakes Cove aún no está desarrollado y carece de instalaciones para campistas, sin embargo, hay un pozo abandonado a lo largo de un camino cubierto de vegetación en el área. El sitio de Blackberry Point cuenta con espacios definidos para cocinar y acampar, senderos desde la playa y un baño de compostaje.
Las orcas son abundantes alrededor de la isla.